# Violence Is Timeless
Violence Is Timeless är Division of Laura Lees tredje studioalbum, utgivet 2008.

## Låtlista
1. "Caress/Hotnights" - 1:31
2. "Lax" - 2:47
3. "Violence Is Timeless" 3:50
4. "Silver Ghost" 2:52
5. "Evil Out of Me" - 4:08
6. "Anytime.Anywhere" 3:22
7. "Central Park" - 2:26
8. "Pirates" 3:37
9. "Martin" - 3:48
10. "3 Guitars" 3:49
11. "Blank Love Poetry" - 3:48
12. "Do You Love Me?" - 2:08

## Mottagande
Skivan fick blandande recensioner när den kom ut och snittar på 3,8/5 på Kritiker.se.

## Listplaceringar
| Lista (2008) | Topplacering |
| ------------ | ------------ |
| Sverige      | 34           |